# Nederlandse kampioenschappen schaatsen afstanden 2008
De Nederlandse kampioenschappen afstanden 2008 werden van 26 tot 28 oktober 2007 gehouden in Heerenveen op de schaatsbaan van Thialf. Tijdens deze NK Afstanden mannen en NK Afstanden vrouwen konden naast de nationale titels op de afstanden ook plaatsbewijzen veroverd worden voor de drie wereldbekerwedstrijden die op het kampioenschap volgden.

## Programma
| Programma                | |
| Datum                    | Onderdeel |
| vrijdag 26 oktober 2007  | 500 meter vrouwen 1e run 500 meter mannen 1e run 5000 meter mannen 500 meter vrouwen 2e run 500 meter mannen 2e run |
| zaterdag 27 oktober 2007 | 1000 meter vrouwen 1000 meter mannen 3000 meter vrouwen                                                             |
| zondag 28 oktober 2007   | 1500 meter vrouwen 1500 meter mannen 5000 meter vrouwen 10.000 meter mannen                                         |

## Titelverdedigers
Bij de mannen wist geen van de titelverdedigers op de korte afstanden zijn titel te prolongeren. Op de 500 meter nam Jan Smeekens de titel over van Jan Bos en op de 1000 en 1500 meter nam Simon Kuipers de titel over van respectievelijk Jan Bos en Sven Kramer. Sven Kramer prolongeerde zijn titel op de 5000 en 10.000 meter.
Bij de vrouwen wonnen Annette Gerritsen en Paulien van Deutekom hun eerste titels. Gerritsen nam de titel van Margot Boer op de 500 meter over en Van Deutekom nam de titels van Ireen Wüst op de 1000 en 1500 meter over. Renate Groenewold en Gretha Smit prolongeerden hun titels op de 3000 en 5000 meter.

## Podia

### Mannen
| Onderdeel        | Goud              | Goud                 | Zilver              | Zilver               | Brons                  | Brons                |
| ---------------- | ----------------- | -------------------- | ------------------- | -------------------- | ---------------------- | -------------------- |
| 2x500 m details  | Jan Smeekens TVM  | 71,220 (35,66/35,56) | Simon Kuipers DSB   | 71,470 (35,74/35,73) | Erben Wennemars DSB    | 71,490 (35,69/35,80) |
| 1000 m details   | Simon Kuipers DSB | 1.09,59              | Jan Bos Hofmeier    | 1.09,88              | Erben Wennemars TVM    | 1.10,00              |
| 1500 m details   | Simon Kuipers DSB | 1.45,80              | Erben Wennemars TVM | 1.46,98              | Sven Kramer TVM        | 1.47,31              |
| 5000 m details   | Sven Kramer TVM   | 6.24,51              | Carl Verheijen TVM  | 6.26,54              | Wouter Olde Heuvel TVM | 6.28,48              |
| 10.000 m details | Sven Kramer TVM   | 13.17,80             | Bob de Jong VPZ     | 13.20,26             | Brigt Rykkje VPZ       | 13.26,51             |

### Vrouwen
| 2x500 m details | Annette Gerritsen DSB    | 77,890 (39,70/38,82) | Margot Boer DSB       | 78,380 (39,27/39,11) | Marianne Timmer VPZ            | 78,760 (39,59/39,17) |                       |         |
| 1000 m details  | Paulien van Deutekom TVM | 1.17,88              | Annette Gerritsen DSB | 1.17,79              | Ireen Wüst TVM                 | 1.18,04              |                       |         |
| 1500 m details  | Paulien van Deutekom TVM | 1.58,26              | Ireen Wüst TVM        | 1.58,35              | Marrit Leenstra TVM            | 1.59,30              | Dianne Valkenburg TVM | 1.59,30 |
| 3000 m details  | Renate Groenewold TVM    | 4.09,70              | Gretha Smit TVM       | 4.10,06              | Paulien van Deutekom TVM       | 4.11,18              |                       |         |
| 5000 m details  | Gretha Smit Hofmeier     | 7.09,23              | Dianne Valkenburg TVM | 7.16,91              | Mireille Reitsma KNSB Regiotop | 7.21,45              |                       |         |

## Medaillespiegel

### Mannen
| Rang   | Naam                             | Goud | Zilver | Brons | Totaal |
| 1      | Simon Kuipers (DSB)              | 2    | 1      | 0     | 3      |
| 2      | Sven Kramer (TVM)                | 2    | 0      | 1     | 3      |
| 3      | Jan Smeekens (DSB)               | 1    | 0      | 0     | 1      |
| 4      | Erben Wennemars (TVM)            | 0    | 1      | 2     | 3      |
| 5      | Jan Bos (Telfort)                | 0    | 1      | 0     | 1      |
| 5      | Bob de Jong (niet teamgebonden)  | 0    | 1      | 0     | 1      |
| 5      | Carl Verheijen (TVM)             | 0    | 1      | 0     | 1      |
| 8      | Wouter Olde Heuvel (TVM)         | 0    | 0      | 1     | 1      |
| 8      | Brigt Rykkje (niet teamgebonden) | 0    | 0      | 1     | 1      |
| Totaal | Totaal                           | 5    | 5      | 5     | 15     |

### Vrouwen
| Rang   | Naam                                 | Goud | Zilver | Brons | Totaal |
| 1      | Paulien van Deutekom (TVM)           | 2    | 0      | 1     | 3      |
| 2      | Annette Gerritsen (DSB)              | 1    | 1      | 0     | 2      |
| 2      | Gretha Smit (Telfort)                | 1    | 1      | 0     | 2      |
| 4      | Renate Groenewold (TVM)              | 1    | 0      | 0     | 1      |
| 5      | Diane Valkenburg (Gewest Z-H)        | 0    | 1      | 1     | 2      |
| 5      | Ireen Wüst (TVM)                     | 0    | 1      | 1     | 2      |
| 7      | Margot Boer (DSB)                    | 0    | 1      | 0     | 1      |
| 8      | Marrit Leenstra (Jong Oranje)        | 0    | 0      | 1     | 1      |
| 8      | Mireille Reitsma (niet teamgebonden) | 0    | 0      | 1     | 1      |
| 8      | Marianne Timmer (DSB)                | 0    | 0      | 1     | 1      |
| Totaal | Totaal                               | 5    | 5      | 5     | 15     |

### Team
| Plaats | Teams                     | Goud | Zilver | Brons | Totaal |
| 1      | TVM                       | 6    | 3      | 6     | 14     |
| 2      | DSB                       | 3    | 3      | 1     | 7      |
| 3      | Telfort                   | 1    | 2      | 0     | 3      |
| 4      | Niet teamgebonden rijders | 0    | 1      | 2     | 3      |
| 5      | Gewestelijk rijder        | 0    | 1      | 1     | 2      |
| 6      | Jong Oranje               | 0    | 0      | 1     | 1      |
| Totaal | Totaal                    | 10   | 10     | 10    | 30     |